# Idaea bilinearia
Idaea bilinearia är en fjärilsart som beskrevs av Fuchs 1878. Idaea bilinearia ingår i släktet Idaea och familjen mätare. Inga underarter finns listade i Catalogue of Life.